# Orlando Poddence

## Biografia
Orlando Podence nasceu em Portugal,  Com raízes cabo-verdianas e portuguesas, cresceu no bairro da Bela Vista em Setúbal, vindo de uma família humilde. Iniciou sua carreira no mundo audiovisual em 2010, começando na direção de videoclipes.
Entre 2010 e 2020, Orlando trabalhou com vários artistas nacionais e internacionais, incluindo Nelson Freitas, Blaya, Mastik Soul, Neev, Álvaro de Luna, Badoxa , Noninho Navarro ,Pauleson, Edegar Domingos, Mobbers, Laton, Jlz e Chullage. Ele colaborou com gravadoras como Warner Music Portugal e Universal Music portugal E-Karga Music.
Em 2021, Orlando foi diretor de fotografia na série francesa Transac, dirigida por Olivier Semedo. Este projeto marcou sua transição para a cinematografia.
Orlando também se dedicou à escrita. Em 2023, lançou o livro infantil Piolholândia e dois Livros de ficção "Labutes" e "Luso"  .
Em 2024, foi nomeado no Lisboa Indie Festival Film nas categorias de Melhor Videoclipe do Ano e Melhor Direção pelo Aura videoclipe Aura .
Orlando envolveu-se em projetos sociais, oferecendo formação em cinematografia para jovens do bairro da Bela Vista No Projecto Nosso Bairro Nossa Cidade.

## Cinematografia
| Tipo           | Título                   | Função                         | Ano de Lançamento   |
| -------------- | ------------------------ | ------------------------------ | ------------------- |
| Videoclipe     | NEEV - Something Trivial | D.O.P                          | 2020                |
| Videoclipe     | Aura                     | Realizador, Editor e Colorista | 2024                |
| Curta-metragem | Samsara                  | Realizador, Editor e Colorista | 2024                |
| Série          | Transac                  | D.O.P, Editor e Colorista      | 2025                |
| Série          | Labutes                  | Realizador e Escritor          | (Lançamento futuro) |
| Filme          | Luso                     | Realizador e Escritor          | (Lançamento futuro) |

## Livros Escritos
| Título       | Ano de Lançamento | Link                  |
| ------------ | ----------------- | --------------------- |
| Piolholândia | 2024              | Comprar na Amazon     |
| Labutes      | 2025              | (Link não disponível) |
| Luso         | 2025              | (Link não disponível) |